# Temporada de challengers da WTA de 2012
A temporada de challengers da WTA de 2012 foi o circuito secundário das tenistas profissionais organizado pela Associação de Tênis Feminino (WTA) para o ano em questão. O análogo masculino é o ATP Challenger Tour, e define-se como transição ao tênis de elite.
Situa-se abaixo do calendário principal e acima do circuito feminino da ITF.

## Calendário

### Países
| Torneios | País(es) | País(es) |
| -------- | -------- | -------- |
| 1        | Índia    | Taiwan   |

### Semana a semana

#### Legenda
Abaixo estão exemplos, com explicações usando o elemento dica de contexto. Basta passar o cursor sobre cada linha pontilhada para lê-las.
| Semana de     | Torneio                                                                                    | Campeã(s)             | Vice-campeã(s)        | Resultado        |
| ------------- | ------------------------------------------------------------------------------------------ | --------------------- | --------------------- | ---------------- |
| 29 de outubro | OEC Taipei WTA Ladies Open · Taipé, Taiwan · US$ 125.000 – carpete (coberto) – 32S•16Q•16D | jogadora 1            | jogadora 2            | 7–61, 56–7, 6–4  |
| 29 de outubro | OEC Taipei WTA Ladies Open · Taipé, Taiwan · US$ 125.000 – carpete (coberto) – 32S•16Q•16D | jogadora 3 jogadora 4 | jogadora 5 jogadora 6 | 4–6, 6–4, [11–9] |

| Ordenação dos torneios | Quando mais de um torneio acontecer durante a semana: 1. Cidade (A-Z) |

| Ícones | Clicável      |                                        |                                           |
| Ícones | Clicável      | edição do torneio                      |                                           |
| Ícones | Não-clicáveis |                                        | primeiro título conquistado na modalidade |
| Ícones | Não-clicáveis | o(a) jogador(a)/país defendeu o título |                                           |

#### Torneios
| Semana de     | Torneio                                                                                | Campeã(s)                            | Vice-campeã(s)                        | Resultado        |
| ------------- | -------------------------------------------------------------------------------------- | ------------------------------------ | ------------------------------------- | ---------------- |
| 29 de outubro | OEC Taipei WTA Ladies Open Taipé, Taiwan US$ 125.000 – carpete (coberto) – 32S•16Q•16D | Kristina Mladenovic                  | Chang Kai-chen                        | 6–4, 6–3         |
| 29 de outubro | OEC Taipei WTA Ladies Open Taipé, Taiwan US$ 125.000 – carpete (coberto) – 32S•16Q•16D | Chan Hao-ching Kristina Mladenovic   | Chang Kai-chen Olga Govortsova        | 5–7, 6–2, [10–8] |
| 5 de novembro | Royal Indian Open Pune, Índia US$ 125.000 – duro – 32S•10Q•16D                         | Elina Svitolina                      | Kimiko Date-Krumm                     | 6–2, 6–3         |
| 5 de novembro | Royal Indian Open Pune, Índia US$ 125.000 – duro – 32S•10Q•16D                         | Nina Bratchikova Oksana Kalashnikova | Julia Glushko Noppawan Lertcheewakarn | 6–0, 4–6, [10–8] |

## Distribuição de pontos
A distribuição de pontos para torneios 125s em 2012 foi definida:
| Evento                 | T   | F   | SF | QF | R16 | R32 | R64 | R128 | Q | Q3 | Q2 | Q3 |
| ---------------------- | --- | --- | -- | -- | --- | --- | --- | ---- | - | -- | -- | -- |
| Challenger US$ 125.000 | 160 | 117 | 85 | 44 | 22  | 1   | –   | –    | – | –  | –  | –  |